# Willibald Beyschlag

Willibald Beyschlag

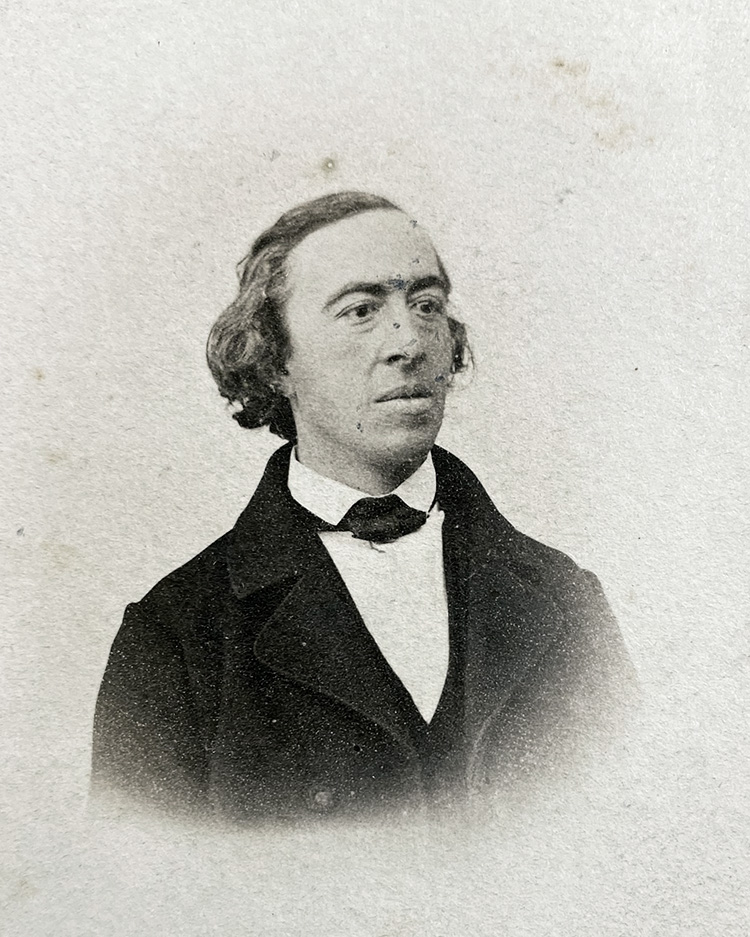
Willibald Beyschlag um 1860

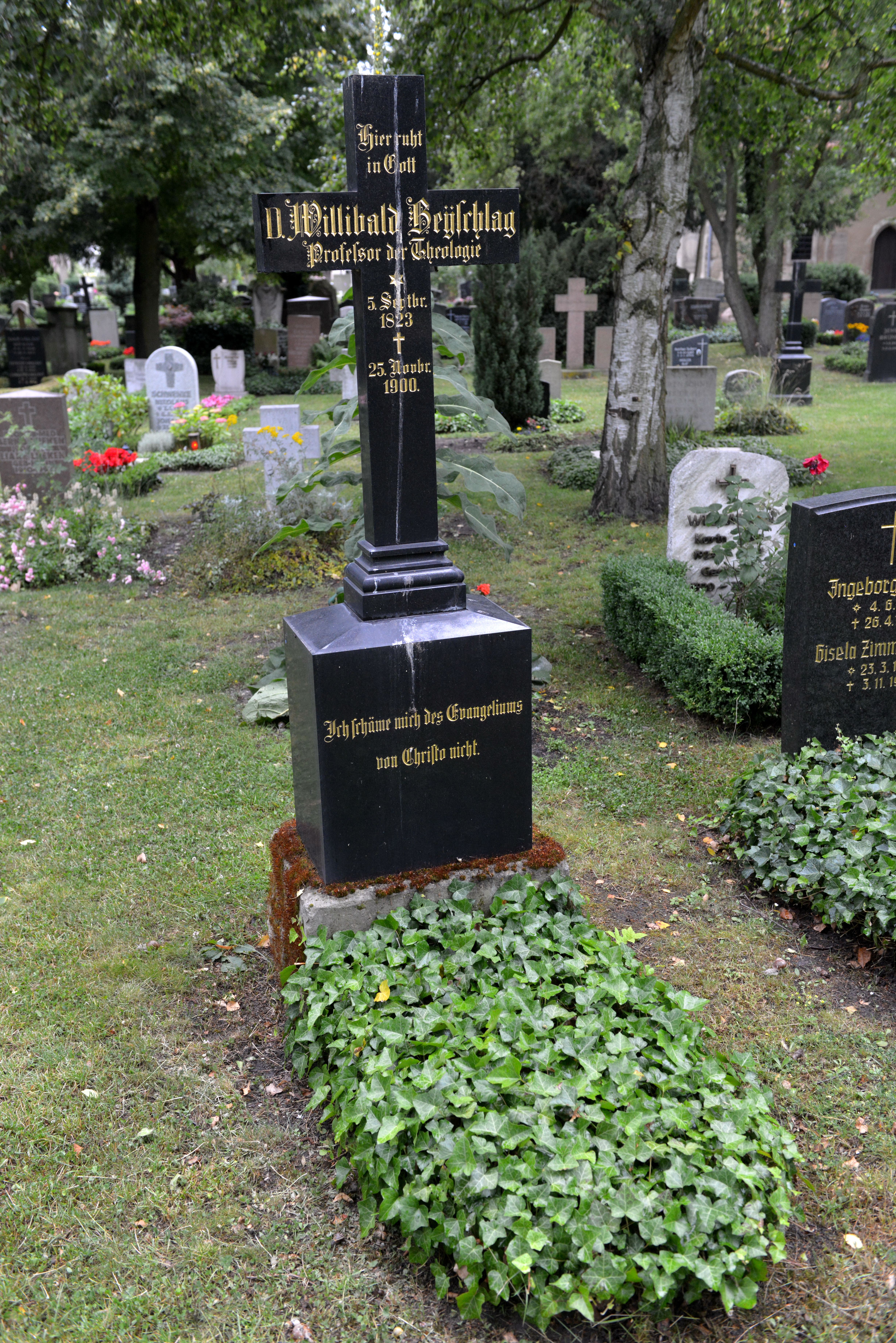
Grabstätte auf dem Laurentiusfriedhof Halle (Saale), 2014

Johann Heinrich Christoph Willibald Beyschlag (* 5. September 1823 in Frankfurt am Main; † 25. November 1900 in Halle (Saale)) war ein deutscher evangelischer Theologe (von 1860 bis 1900 ordentlicher Professor an der Martin-Luther-Universität Halle-Wittenberg) und einflussreicher Kirchenpolitiker.

## Leben
Beyschlag war der älteste Sohn des Kaufmanns Johann August Beyschlag (1787–1861) und seiner Ehefrau Elisabeth Maria Margaretha, geb. Deckenbach (1793–1858). Er hatte acht jüngere Geschwister. Beyschlag besuchte das Frankfurter Gymnasium und studierte an den Universitäten Bonn – hier vor allem bei Karl Immanuel Nitzsch, dessen erste Biographie er später schrieb – und Berlin. Während seiner Bonner Studienzeit wurde er 1841 Mitglied des Bonner Wingolf. Daneben gehörte er auch dem Maikäferbund an. Er wechselte bereits zum Wintersemester 1841/1842 nach Berlin. Gemeinsam mit Albrecht Wolters, der wie er Mitglied des Bonner Wingolf war, gründete er in Berlin den Filial-Mau (Mau = Maikäfer). Von 1844 bis 1849 lebte er in Frankfurt am Main als Kandidat für das Predigeramt und als Privatlehrer. Ab 1850 arbeitete er als evangelischer Pfarrer in Trier, einer vom Katholizismus dominierten Stadt. Er selbst erlebte zahlreiche Diskriminierungen der Protestanten, wie zum Beispiel, dass diese sich in der Selbstmörderecke des Friedhofs begraben lassen mussten, die ihn zu einer ersten öffentlichen Schrift veranlassten. Darin schrieb er Wir lieben die Katholiken, aber wir hassen den Katholizismus als das kunstvollste und eben darum machtvollste Gewebe von Wahrheit und Lüge, Gottesreich und Weltfürstentum, welches die Geschichte der Menschheit je hervorgebracht hat. Beyschlag wurde daraufhin angeklagt, aber im Berufungsverfahren freigesprochen. Nach seiner Zeit in Trier wurde er 1856 Hofprediger von Großherzog Friedrich I. von Baden in Karlsruhe.
Nachdem er 1860 Professor für Praktische Theologie an der Theologischen Fakultät Halle geworden war, las er regelmäßig auch über neutestamentliche Themen und widmete diesen viele seiner Veröffentlichungen. Weitere Publikationen waren der kirchlichen Zeitgeschichte und aktuellen kirchlichen Fragen gewidmet. Im Sinne der Vermittlungstheologie versuchte er hier zwischen den kritischen Positionen, etwa der Zweiquellentheorie, und einem unkritischen Biblizismus auszugleichen. 1866/67 und 1893/94 amtierte er als Rektor der Universität, die er auch im Preußischen Herrenhaus vertrat.
Beyschlags größte Bedeutung liegt in seinem kirchenpolitischen Engagement. Er kritisierte die preußische Kirchenpolitik als zu katholizismusfreundlich und setzte sich für eine Vertiefung der Union von Lutheranern und Reformierten ein. Ab 1862 war er Vorsitzender des Gustav-Adolf-Vereins in der Kirchenprovinz Sachsen, der protestantische Gemeinden in der Diaspora unterstützte. Als Mitglied der sächsischen Provinzialsynode gründete er 1873 die Evangelische Vereinigung als „Mittelpartei“ zwischen Liberalen und Neuorthodoxen. Er leitete diese Kirchenpartei lange Zeit und gab bis zu seinem Tod ihre Zeitschrift, die Deutsch-Evangelischen Blätter heraus. 1886 gründete er in Erfurt den Evangelischen Bund zur Wahrung der deutsch-protestantischen Interessen (heute Evangelischer Bund).
Beyschlag war ab 1852 mit Maria Clemen aus Lemgo verheiratet. Zu seinen Kindern gehörten Helene Beyschlag, verheiratet mit dem Theologen Karl Hermann Pahncke, und der Berliner Geologe Franz Beyschlag (Vater des Theologen Karlmann Beyschlag). Sein Grab befindet sich auf dem Laurentiusfriedhof in Halle.

## Auszeichnungen
- 1860: Theologische Ehrendoktorwürde der Universität Königsberg
- Roter Adlerorden 3. Klasse

## Schriften (Auswahl)
- Aus dem Leben eines Frühvollendeten, des evangelischen Pfarrers Franz Wilhelm Traugott Beyschlag. Ein christliches Lebensbild aus der Gegenwart. Rauh, Berlin 1858.
- Die Christologie des Neuen Testaments. Ein biblisch-theologischer Versuch. Rauh, Berlin 1866.
- Die paulinische Theodicee: Römer IX – XI. Ein Beitrag zur biblischen Theologie. Rauh, Berlin 1868.
- Karl Immanuel Nitzsch. Eine Lichtgestalt der neueren deutsch-evangelischen Kirchengeschichte. Rauh, Berlin 1872.
- Zur johanneischen Frage. Beiträge zur Würdigung des vierten Evangeliums gegenüber den Angriffen der kritischen Schule. Perthes, Gotha 1876.
- Erkenntnißpfade zu Christo. Auswahl akademischer Predigten. Rauh, Berlin 1877.
- Zur deutsch-christlichen Bildung. Gesammelte popular-theologische Vorträge. Strien, Halle 1880.
- Der Altkatholicismus. Eine Denk- und Schutzschrift an das evangelische Deutschland. Strien, Halle a. S. 1882, 3. Aufl. 1883 (Möglichkeit zum Download).
- Das Leben Jesu. 2 Bände. Strien, Halle 1885/1886.
- Die Reformation in Italien. H. Klein, Barmen 1886.
- Godofred. Ein Märchen fürs deutsche Haus. Strien, Halle a. S. 1888.
- Neutestamentliche Theologie oder geschichtliche Darstellung der Lehren Jesu und des Urchristenthums. 2 Bände. Strien, Halle a. S. 1891/92.
- Aus meinem Leben. 2 Bände. Strien, Halle a. S. 1896/99.
- Philipp Melanchthon und sein Antheil an der deutschen Reformation. Festschrift zum vierhundertjährigen Geburtstag des Reformators. Waetzel, Freiburg im Breisgau 1897.
- Christenlehre auf Grund des Kleinen Lutherischen Katechismus. Hülfsbuch zur Ertheilung des Confirmadenunterrichts und zum Selbstunterricht von Erwachsenen. Strien, Halle a. S. 1900.
- Zum Gedächtnis Willibald Beyschlags, geb. 5. Sept. 1823, gest. 25. Nov. 1900. Eine Auswahl seiner wissenschaftlichen Aufsätze. W. Gronau, Jena 1925.